# Засечное (Пензенский район)
Засечное — село в Пензенском районе Пензенской области России. Административный центр
Засечного сельсовета.
Находится на южной границе городской черты Пензы на берегу реки Сура. К западу расположен Пензенский аэропорт.
Рядом с домами частного сектора возвышаются многоэтажные дома, в которых проживает 2500 человек. Население села увеличивается за счёт увеличения рождаемости, интенсивного комплексного строительства и строительства индивидуального жилья. Ведётся строительство города-спутника на 60 тысяч населения и микрорайон «Лукоморье» на 6500 человек.

## Население
| 1782  | 1864  | 1887    | 1897    | 1910  | 1926  | 1930  |
| ----- | ----- | ------- | ------- | ----- | ----- | ----- |
| 204   | ↗348  | ↗468    | ↗559    | ↗750  | ↗899  | ↗978  |
| 1939  | 1959  | 1970    | 1979    | 1989  | 1992  | 1996  |
| ↘670  | ↗797  | ↗1144   | ↗3094   | ↗4981 | ↗5131 | ↘5063 |
| 2002  | 2010  | 2015    | 2021    |       |       |       |
| ↘4796 | ↗4999 | ↗10 906 | ↗26 878 |       |       |       |

## История
Село основано в XVII веке в системе Пензенской оборонительной линии как слобода засечных сторожей при озере Ёва.